# Родригес Ларрета, Орасио
Орасио Родригес Ларрета (исп. Horacio Rodríguez Larreta; род. 29 октября 1965, Буэнос-Айрес) — государственный и политический деятель Аргентины. Глава правительства Буэнос-Айреса с 10 декабря 2015 года по 7 декабря 2023 года.

## Биография
Родился 29 октября 1965 года в Буэнос-Айресе. Получил образование в «Escuela Argentina Modelo». В 1995 году был назначен директором Национальной администрации социального обеспечения (ANSES) во время президентства Карлоса Менема. В 1998 году поступил на службу в министерство социального развития Аргентины. В 2000 году возглавил Комплексную программу медицинского обслуживания (PAMI) во время президентства Фернандо де ла Руа.
В 2015 году вместе с Габриэлой Микетти баллотировались на внутрипартийных выборах в правоцентристскую коалицию Республиканского предложения, и Орасио Ларрета получил партийную поддержку на должность мэра Буэнос-Айреса. 5 июля 2015 года получил 45 % голосов и вышел во второй тур с лидером левоцентристской коалиции «Evolution» Мартином Лусто, который получил 28 % голосов. Одержал победу над Мартином Лусто во втором туре и сменил Маурисио Макри на посту мэра города.
Президент Маурисио Макри перевёл часть Федеральной полиции Аргентины в Буэнос-Айрес и благодаря этой помощи Орасио Ларрете Родригесу удалось убрать уличных торговцев из районов Кабальито и Бальванера. В 2017 году была сформирована городская полиция Буэнос-Айреса, объединив подразделения сотрудников федеральных и столичных полицейских сил.
В 2018 году правительство Орасио Родригеса Ларреты открыло новую станцию на линии H возле юридического факультета Университета Буэнос-Айреса в районе Реколета. В середине 2019 года были открыты три новые станции метрополитена на линии E.
В 2019 году был переизбран на должность главы правительства Буэнос-Айреса, набрав почти 56 % голосов, став первым кандидатом, победившим на выборах в первом туре с момента принятия автономной конституции Буэнос-Айреса. Одержал победу во всех коммунах города, кроме «Comuna 4» и «Comuna 8».